# Tour d'Almaty 2013
La 1re édition du Tour d'Almaty a eu lieu le 6 octobre 2013. Elle fait partie du calendrier UCI Asia Tour 2014 en catégorie 1.2.

## Présentation

### Parcours
Le parcours est un circuit formant un aller-retour de trente-et-un kilomètres sur des boulevards d'Almaty à parcourir à cinq reprises, pour un total de 155 kilomètres.

## Classements

### Classement final
| Classement final | Classement final | Classement final | Classement final | Classement final  |
|                  | Coureur          | Pays             | Équipe           | Temps             |
| ---------------- | ---------------- | ---------------- | ---------------- | ----------------- |
| 1er              | Maxim Iglinskiy  | Kazakhstan       | '                | en 3 h 23 min 1 s |
| 2e               | Sonny Colbrelli  | Italie           |                  | + 30 s            |
| 3e               | Ruslan Tleubayev | Kazakhstan       |                  | m.t               |
| modifier         |                  |                  |                  |                   |